# Amager Boulevard
Amager Boulevard er en vej på den nordlige del af Amager i København. Vejen forbinder Langebro med Amagerbrogade.
Vejen blev anlagt i perioden 1903-1906 delvist på enveloppen som var en del af Københavns volde. Anlæggelsen af vejen skete samtidigt med bygningen af en ny Langebro. Trafikken fra Langebro blev tidligere ledt ad Langebrogade, men med anlæggelsen af den nye Langebro og vej blev trafikken ledt ad den nye vej.

## Væsentlige bygninger og institutioner på Amager Boulevard
- Nr. 2: Langebrohus, 1905-1906 af Thorvald Gundestrup.
- Nr. 4-10: Ny Tøjhus og Hærens Geværfabrik, opført på opfyld i tiden 1887-1891 og senere. Nedrevet 1976, 1990 og 2001. Nu er der i stedet hovedsæder for SimCorp i nr. 6 (2006- ved Dissing + Weitling), Kommunernes Landsforening (med adresse Weidekampsgade 10), HK (med adresse Weidekampsgade 8, begge af Arkitema 2001-2002) og Deloitte (2003-2005 ved arkitekterne 3XN).
- Nr. 70: Højhuset Radisson Blu Scandinavia Hotel, opført 1971-1973 ved Ejner Graae og Bent Severin.
- Nr. 80: Statens Serum Institut (adresse: Artillerivej 5). Bl.a. opført ved Andreas Clemmensen 1902.(Se billedet)
- Nr. 101: Kollegiet Kvinderegensen fra 1931-1932 af Helge Bojsen-Møller.
- Nr. 108: Statsprøveanstalten, opført 1916-1919 ved Hack Kampmann, nedrevet 1995. Nu en byggetomt.(Se billedet)
- Nr. 111: Norges Hus fra 1933
- Nr. 115: Den Kgl. Mønt, 1922-1923 ved Martin Borch. (Se billedet)
- Nr. 118-124: Ejendommen Møllegården, opført 1922-1923 ved Povl Baumann.

## Galleri
- Wikimedia Commons har flere filer relateret til Amager Boulevard

- Nr. 80: Statens Serum Instituts hovedbygning
- Nr. 108: Statsprøveanstalt på Amager Boulevard (Nedrevet)
- Nr. 115: Den Kgl. Mønt på Amager Boulevard (1920)
- Nr. 118-124: Møllegården